# Trinidadi vodunu
A trinidadi vodunu, más néven Rada-ünnep vagy Rada, a vodun, egy hagyományos nyugat-afrikai vallás (ez a vudu eredeti formája) egy változata, ahogyan azt Trinidad és Tobagón, különösen a Rada közösségen belül követik.

## Történelem
A trinidadi vodunu gyökerei a nyugat-afrikai Dahomey Királyságban (a mai Beninben) találhatóak meg. A vallást olyan afrikai személyek hozták Trinidad és Tobagóra, akik a rabszolgaság hivatalos megszűnése után érkeztek a szigetekre. A Rada közösség, ahol a trinidadi vodunu elterjedt, létrehozásának egyik jelentős alakja Abojevi Zahwenu, más néven Papa Nanee volt. Ő egy portugál rabszolgaszállító hajó fedélzetén érkezett láncok nélkül, és 1868-ban megalapította a Dangbwe Comme Compound-ot a trinidadi Belmontban, amely a rada nép spirituális központjává vált. A tábor a mai napig a trinidadi vodunu gyakorlásának jelentős központja maradt.

## Gyakorlatok
A trinidadi vodunu különböző szertartásokat foglal magában. A szezonális és nem szezonális áldozati szertartások, amelyeket Vodunu vagy Saraka néven ismerünk, központi szerepet játszanak a gyakorlatban. E szertartások során áldozatokat mutatnak be az isteneknek és az ősöknek. Olyan állatokat áldoznak fel, mint például tyúkok, galambok, teknősök, kecskék vagy tehenek. Az áldozatok előkészítése a szentélyek melletti konyhában történik. Az állatáldozat szimbolikus jelentőséggel bír, és a vért rituálisan elfogyasztják egy sajátos módszer szerint, amikor a vért megsütik és megeszik.
A Rada közösség a szertartások során nagy hangsúlyt fektet a szent dobolásra, a képzett dobosok megszentelt dobokon játszanak, ami a szellemvilággal való kapcsolatteremtés eszköze.
A szinkretizmus a trinidadi vodunu másik jelentős eleme, ahol a katolicizmus elemeit is beépítik a gyakorlatba. Keresztény szentek képei és feszületek gyakran megtalálhatók a hagyományos afrikai vallási tárgyak mellett a vodunkve-ban, az istenek házában.

## Papság
A trinidadi vodunun belül létezik egy szellemi hierarchia, amelynek élén a hubonó (hubono), a szellemi vezető vagy pap áll. A hubonó döntő szerepet játszik a közösség irányításában, a vallási szokások és hagyományok fenntartásában. A Rada közösség neves hubonói közé tartozik Papa Nanee, Achovi, Padonu, Sobo, Sedley Antoine és a jelenlegi vezető, Henry Antoine. A hubonó felelős a szertartások vezetéséért, a tudás és a hagyományok megőrzéséért, valamint a trinidadi vodunu hagyomány folytonosságának biztosításáért.

## Fordítás
- Ez a szócikk részben vagy egészben  a   Trinidadian Vodunu című angol Wikipédia-szócikk ezen változatának fordításán alapul.  Az eredeti cikk szerkesztőit annak laptörténete sorolja fel. Ez a jelzés csupán a megfogalmazás eredetét és a szerzői jogokat jelzi, nem szolgál a cikkben szereplő információk forrásmegjelöléseként.